# Convair F2Y Sea Dart
Convair F2Y Sea Dart byl unikátní americký stíhací proudový hydroplán, který ke svému startu používal dvojici vodních lyží. Letoun létal jen ve fázi prototypu a nikdy nebyl vyráběn. Byl to první hydroplán, který byl schopen překročit rychlost zvuku.

## Vývoj
Letoun Sea Dart má svůj počátek v účasti společnosti Convair v soutěži námořnictva Spojených států (dále jen US Navy) z roku 1948 na nový nadzvukový stíhací letoun. V té době panovaly velké pochyby o schopnosti nadzvukových letounů působit z palub letadlových lodí. To také vysvětluje proč US Navy v té době objednalo velký počet podzvukových letounů. Obavy zde byly z několika důvodů, jednak mnoho tehdejších nadzvukových strojů potřebovalo ke vzletu dlouhou dráhu a přistávaly ve vysoké rychlosti, a za druhé nebyly moc stabilní nebo byly náročné na pilotáž – všechny tyto faktory hovořily proti jejich působení na palubách letadlových lodí.
Společnost Convair svůj návrh označila Convair model 2-2. Návrh byl přijat a 19. ledna 1951 byla vystavena objednávka na prototyp XF2Y-1. Ještě než vůbec poprvé vzlétnul byla 28. srpna 1952 vystavena objednávka na 12 sériových strojů F2Y-1. Později byla objednávka rozšířena o 4 ověřovací stroje YF2Y-1. Svůj první oficiální let (viz níže) letoun vykonal 9. dubna 1953. Letouny Sea Dart nebyly nikdy vybaveny žádnými zbraněmi, ale počítalo se zástavbou čtveřice leteckých kanónů ráže 20 mm a neřízenými raketami. Objednávka sériových strojů byla brzy zrušena, byly postaveny jen 4 ověřovací YF2Y-1, přičemž první z nich je označován jako druhý prototyp XF2Y-1.

## Popis
Letoun byl navržen jako stíhací letoun s křídlem ve tvaru delta, velkou svislou ocasní plochou a s vodotěsným trupem a s dvojicí zatahovacích lyží pro vzlet a přistání. Pokud se letoun nepohyboval nebo se pohyboval jen pomalu, plaval na vodě, přičemž se odtokovou hranou křídla dotýkal hladiny. Lyže se vysouvaly, když letoun dosáhl během vzletu rychlosti 10 mph (16 km/h). Při vyšší rychlosti lyže vykazovaly takový vztlak, že dokázaly zvednout letoun nad hladinu a na těchto ližinách letoun klouzal až do odlepení od vodní hladiny.
Pohon zajišťovala dvojice proudových motorů Westinghouse XJ46-WE-02, které měly vstupy vzduchu nad křídlem, aby nedocházelo k nasátí vodní tříště. Zpočátku však nebyly tyto motory k dispozici, a proto byly do prototypu a prvního YF2Y-1 (ten byl později vybaven novějšími motory) namontovány motory Westinghouse J34-WE-32 s polovičním tahem 13,7 kN.

### Uspořádání lyží

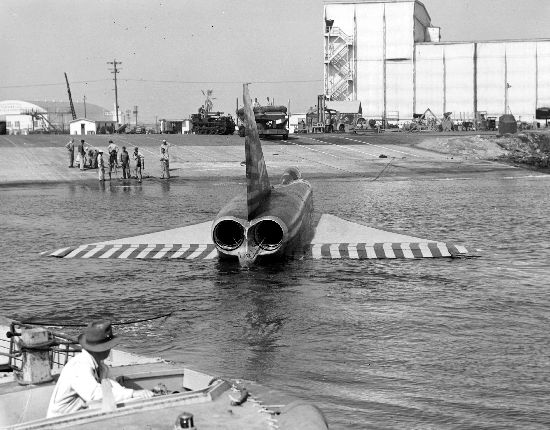
Letoun F2Y v klidu na vodní hladině

Prototyp byl vybaven pokusně jednou lyží, což se nakonec ukázalo jako lepší řešení než použití dvou lyží u dalších letounů. Aerodynamická stabilita dlouhé přímé jednoduché lyže nezůstala nepovšimnuta ze strany leteckých konstruktérů. To nakonec vedlo k umístění aerodynamické brzdy podobného uspořádání na stíhací letouny McDonnell Douglas F-15 Eagle.

### Umístění na ponorkách
V 50. letech 20. století US Navy uvažovalo o vnitřním uspořádání svých ponorek, které by umožnilo nést trojici těchto letounů. Měly být umístěny v tlakových komorách, které neměly vyčnívat z trupu. Letouny měly být schopny odstartovat i z neklidného moře. Program zůstal jen na papíře, protože se nepodařilo vyřešit dva základní problémy. Jednak otvor pro zdviž pro vyzdvižení letounu vážně oslaboval pevnost trupu a za druhé zatížená zdviž by jen s velkými obtížemi přenášela zatížení do zbytku trupu.

## Operační historie
Letoun byl postaven společností Convair v San Diegu (stát Kalifornie) v závodě na Lindbergh Field. Poté byl přemístěn do zátoky San Diego Bay k testování. 14. ledna 1953 letoun, který řídil E. D. "Sam" Shannon, vykonal neočekávaně krátký let během rychlého pojíždění. Oficiální první let proběhl 9. dubna 1953.

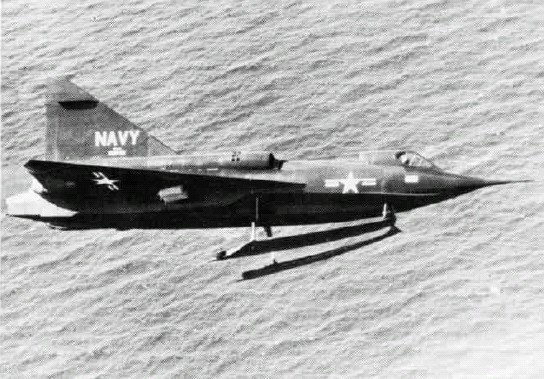
Letoun XF2Y-1 za letu.

Poddimenzované motory zapříčinily to, že letoun byl pomalý. Vodní lyže také nenaplnily očekávání, protože způsobovaly nepříjemné vibrace během startu a přistání. Instalace olejového odpružení situaci poněkud zlepšila, ale problém s výkonem neodstranil. Letoun Sea Dart nedokázal s motory J34 překročit při vodorovném letu rychlost zvuku. Rychlost zvuku při mírně klesavém letu letoun překročil 3. srpna 1953.
Stavba druhého prototypu byla zrušena a jako druhý prototyp sloužil první ze čtveřice ověřovacích strojů. Tento letoun byl následně vybaven motory J46, které umožňovaly letounu dosáhnout výkonů uvedených níže. Nicméně rychlostí přesahující rychlost zvuku bylo dosahováno jen při mírném klesání, přesto se jedná o jediný dosud postavený nadzvukový hydroplán. 4. listopadu 1954 se Sea Dart č. 135762 rozpadl ve vzduchu nad zálivem San Diego během předváděcí akce pro důstojníky US Navy a tisk, přičemž zahynul zkušební pilot společnosti Convair Charles E. Richbourg, který během letu nechtěně překročil omezující limity draku letounu. Richbourg byl 31 let starý veterán US Navy z 2. světové války. Byl sice rychle vytažen z vody, ale nepřežil rozpad letounu. Je pohřben na Saint Augustine National Cemetery na Floridě.
Ještě před touto nehodou však námořnictvo začalo o projekt ztrácet zájem, protože problémy s nadzvukovými letouny na palubách letadlových lodí byly překonány. Nehoda projekt definitivně odsoudila do experimentální roviny. Výroba všech sériových strojů byla zrušena, ačkoliv 3 zbývající testovací stroje byly dostavěny. Poslední dva však nikdy nevzlétly. Poslední zkoušky byly provedeny v roce 1956.

### Přeznačení
Navzdory skutečnosti, že letoun byl oficiálně zrušen a nelétal od roku 1957, se v roce 1962 stále nacházel poslední letoun F2Y ve skladu. Proto bylo rozhodnuto o jeho přeznačení na YF-7A podle nového jednotného značení letounů ozbrojených složek USA z roku 1962.

## Vystavené letouny

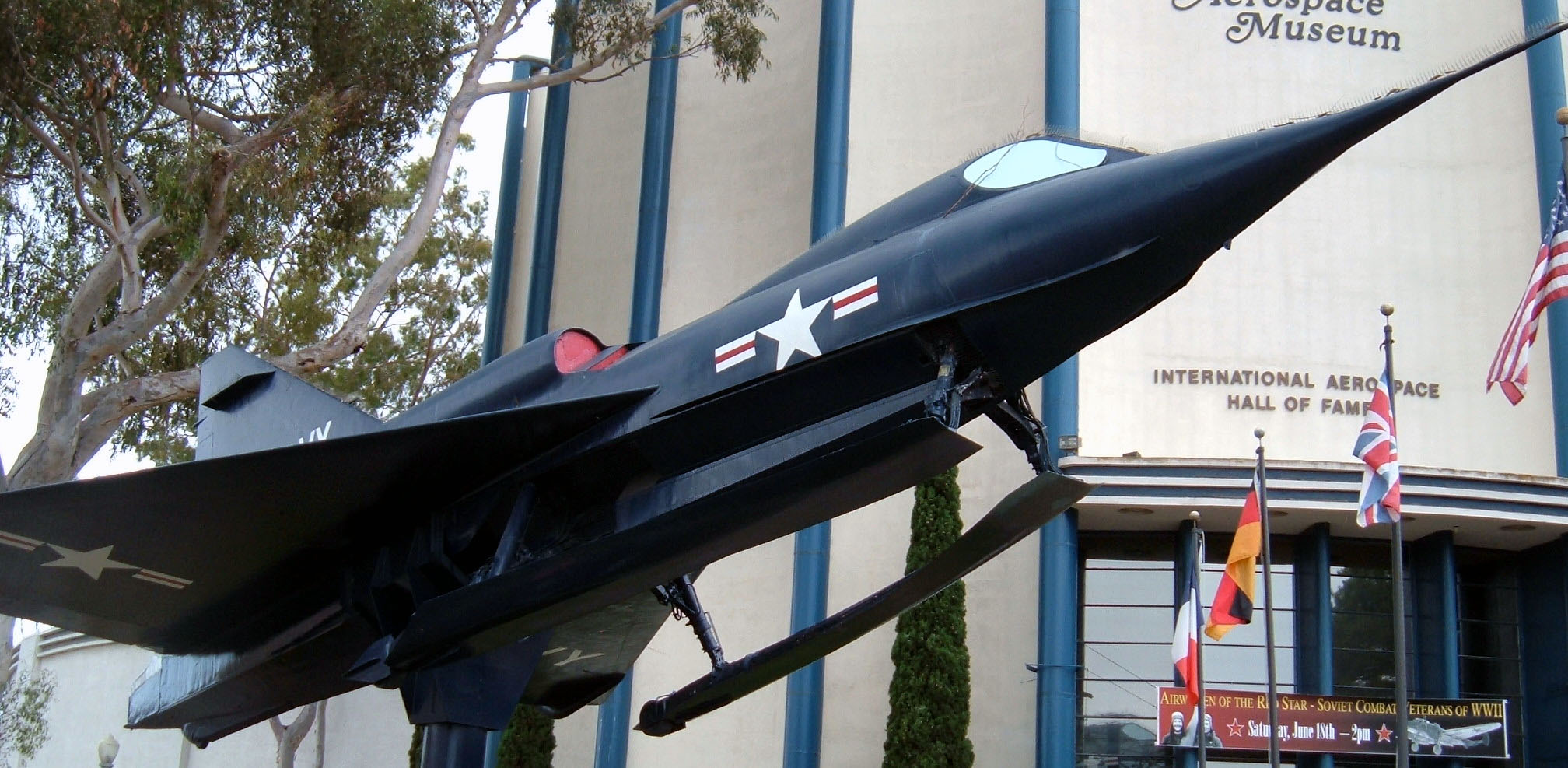
Sea Dart v San Diego Aerospace Museum

Všechny zbývající 4 letouny Sea Dart se dochovaly do dnešních dnů:
- XF2Y-1 Sea Dart, Bureau Number 137634 je ve špatném stavu a čeká na restauraci v Smithsonian Institution ve Washingtonu D.C.
- YF2Y-1 Sea Dart, Bureau Number 135763 je vystavený v San Diego Aerospace Museum. Letoun byl zapůjčen z Národního muzea námořního letectví (National Museum of Naval Aviation) na námořní letecké základně Pensacola.
- YF2Y-1 Sea Dart, Bureau Number 135764 je vystavený ve Wings of Freedom Aviation Museum na námořní letecké základně Willow Grove, stát Pennsylvania. Letoun byl zapůjčen z Národního muzea námořního letectví (National Museum of Naval Aviation) na námořní letecké základně Pensacola.
- YF2Y-1 Sea Dart, Bureau Number 135765 je vystavený ve Florida Air Museum. Letoun byl zapůjčen z Národního muzea námořního letectví (National Museum of Naval Aviation) na námořní letecké základně Pensacola.

## Specifikace (F2Y-1)

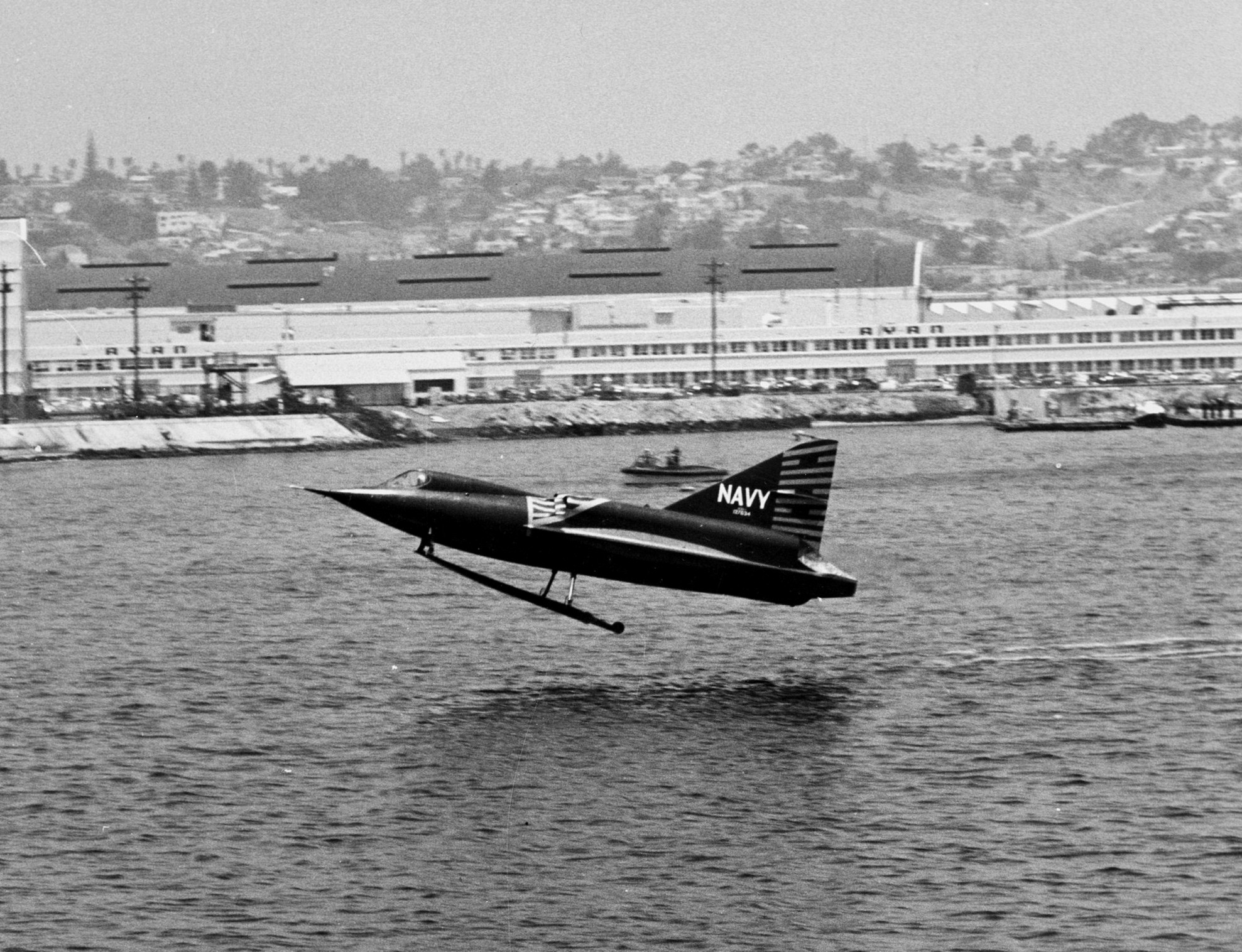
Convair XF2Y-1 Sea Dart

Technické údaje pocházejí z publikace „Encyklopedie stíhacích letounů“ a „The World's Worst Aircraft: From Pioneering Failures to Multimillion Dollar Disasters“.

### Technické údaje
- Posádka: 1
- Rozpětí: 10,26 m
- Délka: 16,03 m
- Výška: 6,32 m (s vysunutými lyžemi)
- Nosná plocha: 52,30 m²
- Plošné zatížení: 142 kg/m²
- Prázdná hmotnost: 5 739 kg
- Vzletová hmotnost: 7 497 kg
- Pohonná jednotka: 2× proudový motor Westinghouse J46-WE-2[10]
- Tah pohonné jednotky: 27 kN[11]

### Výkony
- Cestovní rychlost: ? km/h ve výšce ? m
- Maximální rychlost: 1 328 km/h (825 mph, Mach 1,25) ve výšce 10 975 m
- Dolet: 826 km (446 námořních mil)
- Dostup: 16 700 m (54 800 stop)
- Stoupavost: 86,7 m/s (17 100 stop/min)

### Výzbroj (plánovaná)
- 4× letecký kanón ráže 20 mm
- Neřízené rakety

## Uživatelé
Spojené státy americké
- Námořnictvo Spojených států amerických

#### Související vývoj
- Convair XF-92
- Convair F-102 Delta Dagger
- Convair F-106 Delta Dart

#### Podobná letadla
- Saunders-Roe SR.A/1